# Leptoancistrus canensis
Leptoancistrus canensis är en fiskart som först beskrevs av Meek och Hildebrand, 1913.  Leptoancistrus canensis ingår i släktet Leptoancistrus och familjen Loricariidae. Inga underarter finns listade i Catalogue of Life.